# Macizo Tsaratanana
El macizo Tsaratanana se encuentra en el extremo norte de Madagascar, alcanza una altura de 2880 metros, el punto más alto de la isla. Más al norte, se encuentra la Montagne d'Ambre (Ambohitra), que es de origen volcánico. La costa tiene profundas aberturas, dos características importantes son el puerto natural en Antsiranana (Diego Suárez), al sur del Cap d'Ambre (Tanjon 'i Bobaomby), y la gran isla de Nosy-Be a occidente, limita el potencial del puerto en Antsiranana al impedir el flujo de tráfico de otras partes de la isla.